# ITunes Festival: London 2012 (One Direction)
iTunes Festival: London 2012 è il primo EP del gruppo musicale britannico One Direction, pubblicato il 20 settembre 2012.

## Tracce
1. What Makes You Beautiful (Live) – 3:43
2. One Thing (Live) – 3:28
3. Moments (Live) – 4:39
4. More than This (Live) – 4:04
5. Up All night (Live) – 3:44
6. Na Na Na (Live) – 3:39